# چه سو جین
چه سو جین (کره‌ای: 채서진؛ زادهٔ کیم گو اون در ۳۰ آوریل ۱۹۹۴) بازیگر اهل کره جنوبی است. او حرفهٔ خود را به عنوان بازیگر کودک در بر فراز رنگین‌کمان (۲۰۰۶) آغاز کرد. او خواهر بازیگر کیم اوک بین است. او در مه ۲۰۱۶ تصمیم گرفت که از نام هنری چه سو جین به جای نام تولدش، کیم گو اون، استفاده کند.

## فیلم‌شناسی

### فیلم
| سال  | عنوان               | نقش               |
| ---- | ------------------- | ----------------- |
| ۲۰۱۴ | زندگی درخشان من     | لی سو ها          |
| ۲۰۱۶ | اورمن               | سو هیون / سه یونگ |
| ۲۰۱۶ | کرتین کال           | سول گی            |
| ۲۰۱۶ | آیا آنجا خواهی بود؟ | یونگ یون آه       |
| ۲۰۱۷ | نوشتن یا رقصیدن     | گو اون            |
| ۲۰۲۲ | کافه نیمه‌شب         | نامگونگ یون       |

### مجموعه تلویزیونی
| سال  | عنوان             | نقش               | توضیحات  |
| ---- | ----------------- | ----------------- | -------- |
| ۲۰۰۶ | بر فراز رنگین‌کمان | جوانی جونگ هی سو  |          |
| ۲۰۱۶ | مثبت باش          | بانگ هه جونگ      | وب دراما |
| ۲۰۱۷ | نسل دختران ۱۹۷۹   | پارک هه جو        | نقش اصلی |
| ۲۰۱۸ | قهوه، لطفاً        | اوه گو وون        | نقش اصلی |
| ۲۰۱۹ | به آرامی ذوبم کن  | نا هایونگ (جوانی) | نقش مکمل |
| ۲۰۱۹ | خانواده یونام     | جونگ جو یون       | نقش اصلی |

### حضور در موزیک ویدئو
| سال  | آلبوم                               | ترانه                              | آرتیست                             |
| ---- | ----------------------------------- | ---------------------------------- | ---------------------------------- |
| ۲۰۱۵ | پروژه ماهانه یون جونگ شین، اوت ۲۰۱۵ | «دختران گمشده» (The Missing Girls) | یون جونگ شین با همکاری لوسایت توکی |